# Petalostigma
Petalostigma es un género de plantas perteneciente a la familia Picrodendraceae y el único género de la subtribu Petalostigmatinae. Comprende cinco especies que se encuentran en Nueva Guinea y Australia. 

## Especies
- Petalostigma banksii
- Petalostigma nummularium
- Petalostigma pachyphyllum
- Petalostigma pubescens
- Petalostigma quadriloculare